# Casa Adell (Amposta)
La casa Adell és un edifici d'habitatges d'Amposta inclòs a l'Inventari del Patrimoni Arquitectònic de Catalunya.

## Descripció
És un edifici d'habitatges de planta rectangular, amb planta baixa i dos pisos i coberta plana. Té un pis elevat sobre la terrassa amb teulat a dues aigües. L'ordenació de la façana principal respon a tres registres horitzontals: una gran porta amb arc rebaixat més balcó amb dues portes de senzill emmarcament rematat en forma de frontó al primer pis; dos balcons amb mènsules lleugerament esculturades al segon pis, amb els mateixos emmarcaments, cornisa amb tres grans mènsules també esculpides i barana d'obra amb dues pinyes a banda i banda. El material predominant als forjats és el maó.

## Història
Edifici construït per l'empenta del senyor Abdon Lafont en un solar on existien un parell de petites cases que, degut a la creixença de la família i per falta d'espai vital, foren enderrocades per a edificar la nova casa.